# جان ام. اشبروک
جان میلان اشبروک (John Milan Ashbrook) (زادهٔ ۲۱ سپتامبر ۱۹۲۸ – درگذشتهٔ ۲۴ آوریل ۱۹۸۲)، سیاستمدار و ناشر روزنامه اهل ایالات متحده بود. اشبروک عضو حزب جمهوری‌خواه بود و از ۱۹۶۱ تا زمان مرگ خود به عنوان نماینده اوهایو در مجلس نمایندگان ایالات متحده خدمت کرد. اشبروک به شاخه راست جدید حزب جمهوری‌خواه گرایش داشت، وی در انتخابات مقدماتی ریاست جمهوری ۱۹۷۲ حزب جمهوری‌خواه در مقابل رئیس‌جمهور ریچارد نیکسون خود را نامزد نموده و تلاش نمود تا به رأی‌دهندگانی مراجعه نماید که عقیده داشتند نیکسون به حد کافی محافظه کار نیست، اما وی نتوانست در رقابت‌های ایالتی موفق شود. در زمان مرگ خود، وی در انتخابات ۱۹۸۲ مجلس سنای ایالات متحده از اوهایو نامزد انتخابات بود.

## اوایل زندگی
جان میلان اشبروک در ۲۱ سپتامبر ۱۹۲۸ در جانستون، اوهایو زاده شد و فرزند ویلیام ای. اشبروک، ویراستار روزنامه، بازرگان و عضو مجلس نمایندگان ایالات متحده و مری سوانک بود. اشبروک در ۱۹۵۲ میلادی از دانشگاه هاروارد و بعدتر در ۱۹۵۵ میلادی از مدرسه حقوق دانشگاه ایالتی اوهایو فارغ‌التحصیل گردید. اشبروک در ۱۹۵۳ میلادی ناشر روزنامه پدر خود، جانستون ایندیپندنت، شد. وی در ۳ ژوئیه ۱۹۴۸ با جوان نیدلز ازدواج نموده و قبل از اینکه آنها در ۱۹۷۱ میلادی از هم طلاق بگیرند، سه فرزند داشتند. وی در ۱۹۷۴ میلادی برای بار دوم با جین اسپنسر ازدواج کرد.

## حرفه
وی در ۱۹۵۶ میلادی به عنوان عضو مجلس نمایندگان اوهایو انتخاب گردیده و برای دو دوره خدمت کرد. در ۱۹۶۰ میلادی، کرسی پدر وی در مجلس نمایندگان ایالات متحده خالی شد، اشبروک برای کسب این کرسی وارد انتخابات شده و برنده شد.

### انتخابات ریاست جمهوری ۱۹۶۴
اشبروک همراه با ویلیام روشر و اف. کلیفتون وایت، همکاران وی از شاخه جمهوری‌خواهان جوان در دهه ۱۹۵۰ میلادی، در ایجاد کمیته ابتدائی گلدواتر در ۱۹۶۱ میلادی دخیل بود.
روزنامه‌نگار دریو پیرسون در ۱۹۶۶ میلادی گزارش داد که اشبروک یک تن از چند عضو کنگره بود که جایزه «دولت‌مرد جمهوری‌خواه» را از سازمان لیبرتی لابی بخاطر «فعالیت‌های راستگرایانه» خود دریافت نموده بود.

### انتخابات ریاست جمهوری ۱۹۷۲
اشبروک با وجود اینکه در انتخابات ریاست جمهوری ۱۹۶۸ از ریچارد نیکسون حمایت نموده بود، اما وی در دوران ریاست جمهوری نیکسون با وی مخالف شد. وی در ۲۹ دسامبر ۱۹۷۱ اعلام کرد که در انتخابات مقدماتی جمهوری‌خواهان، به عنوان یک نامزد محافظه‌کار، در مقابل نیکسون خود را نامزد خواهد کرد و مورد حمایت شخصیت‌های محافظه کار چون ویلیام اف. باکلی جونیور قرار گرفت. هرالد-نیوز، ۲۹ دسامبر ۱۹۷۱، صفحه ۱۳، بایگانی شده از مقاله اصلی در ۱۸ ژانویه ۲۰۲۰ – از طریق وبسایت Newspapers.com، گزارش داد که «کسی دیگری که برای به چالش کشیدن نیکسون وارد نبرد انتخابات مقدماتی خواهد شد». شعار وی «گردش چپ ممنوع» با استفاده از یک نماد ترافیکی گردش چپ و قراردادن علامت نخیر روی آن، تشریح شده بود. هدف از این کار به تصویر کشیدن خشم برخی از محافظه کاران در مقابل نیکسون بود، کسی که گفته می‌شد اصول محافظه‌کاری را رها نموده و در رابطه با مسائلی چون کسر بودجه، تبعیض مثبت، ایجاد سازمان محافظت از محیط زیست ایالات متحده، کنترل دستمزد و قیمت‌ها و مهمتر از همه، بهبود روابط با شوروی و جمهوری خلق چین، با سیاست‌های دتانت خود به سیاست‌های چپ‌گرایی روی آورده‌است.
اشبروک در انتخابات‌های مقدماتی نیوهمپشایر (۹٫۸٪ آرا)، فلوریدا (۹٪ آرا) و کالیفرنیا (۱۰٪ آرا) رقابت کرد. وی پس از انتخابات مقدماتی کالیفرنیا از دور رقابت‌ها خارج شده و با «بی‌میلی بسیار» از نیکسون حمایت کرد. ستاد انتخاباتی وی، اگرچه تأثیرات کوتاه‌مدت اندک داشت، اما از سوی محافظه‌کارانی که اشبروک را بخاطر ایستاد شدن برای اصول شان تحسین می‌کنند، به‌طور محبت آمیز بیاد آورده می‌شود. اشبروک در نقد اداره نیکسون گفت، «من هنوز هم باور دارم که این بهترین سنت آمریکایی است تا با صراحت صحبت نمایید، حتی اگر شما از اعمال حزب خودتان نقد کنید».
زمانی که نیکسون در باتلاق رسوایی واترگیت فرورفت، اشبروک نخستین عضو مجلس نمایندگان بود که درخواست استعفای رئیس‌جمهور را پیشکش کرد.

## مرگ و میراث
اشبروک در ۱۹۸۲ میلادی نیت خود مبنی بر نامزد شدن به عنوان نامزد جمهوری‌خواه در انتخابات مجلس سنای آمریکا را در مقابل متصدی دموکرات سناتور هاوارد متزباوم اعلام کرد و نظرسنجی‌ها برنده شدن وی را با اکثریت آرا نشان می‌داد. اما وی در ۲۴ آوریل ۱۹۸۲ هنگامی که در دفتر جانستون ایندیپندت حضور داشت دچار خونریزی گوارشی شده و به عمر ۵۳ سالگی در بیمارستان یادبود لیکنیگ در نیوارک، اوهایو درگذشت. رئیس‌جمهور رونالد ریگان از وی بزرگداشت نموده و گفت: «جان اشبروک مرد شجاعت و اصول بود. وی با ایثار و اخلاص به موکلین و کشور خود خدمت کرد و همواره برای نیکبختی مردم خود کار می‌کرد. میهن‌دوستی و باور عمیق وی به عظمت آمریکا هرگز نلرزید و او با فراخوان‌های رسا و پرشور خود برای بازگشت به ارزش‌های آمریکایی کلاسیک، احترام هر کسی را که وی را می‌شناخت کسب کرد».
بیوهٔ اشبروک، جین اسپنسر اشبروک، طی یک انتخابات ویژه به عنوان عضو کنگره انتخاب گردیده تا هفت ماه باقیمانده دوره وی را خدمت نماید.
مرکز امور عامه اشبروک در دانشگاه اشلند در ۱۹۸۳ میلادی به افتخار اشبروک نامگذاری شده بود. شام یادبود جان ام. اشبروک که به‌طور مقطعی توسط این مرکز برگزار می‌شود میزبان سخنرانان پیش‌کسوت محافظه کار، از رئیس‌جمهور رونالد ریگان (نخستین شام؛ افتتاح مرکز در ۱۹۸۳ میلادی) و مارگارت تاچر (۱۹۹۳ میلادی) گرفته تا میت رامنی (آوریل ۲۰۱۰) و جان بینر (ژوئن ۲۰۱۱) و همچنین جرج اچ. دابلیو. بوش، قاضی کلارنس توماس و هنری کیسینجر، بوده‌است.